# Ліберальна партія Андорри
Ліберальна партія Андорри (кат. Partit Liberal d’Andorra) — право-центристська, ліберальна партія Андорри. Її було засновано у 1992 році Марком Форне Мольне, який у 1994 році став главою уряду. Ліберальна партія Андорри є найбільшою в країні. Також вона є членом Ліберального інтернаціоналу та Європейської партії ліберальних демократів і реформаторів.
4 березня 2001 року в Андоррі відбулись вибори, ЛПА виграла, набравши 46,1% голосів, отримавши при цьому 16 із 28 місць у парламенті країни. На виборах 2005 року партія втратила 2 місця, набравши 41% голосів. При цьому у партії залишилась можливість сформувати уряд. На виборах 2009 року партія у складі Реформістської коаліції отримала 11 місць, програвши Соціал-демократичній партії. У 2011 році знову партія перемогла на виборах у складі блоку Демократи Андорри.